# Charles Abbot, 1. baron z Colchesteru
Charles Abbot, 1. baron Colchester, Charles Abbot, 1st Baron Colchester (14. října 1757 Abingdon, Anglie – 8. května 1829, Londýn, Anglie) byl britský právník a politik, v letech 1802–1817 předseda Dolní sněmovny, poté s titulem barona přešel do Sněmovny lordů.

## Kariéra
Narodil se jako syn duchovního Johna Abbota (1717–1760), studoval ve Westminsteru a Oxfordu, poté cestoval po Evropě a další vzdělání získal v Ženevě. Od roku 1783 působil jako právník, do politiky vstoupil s podporou 5. vévody z Leedsu a v roce 1790 byl zvolen do Dolní sněmovny. V parlamentu se brzy uplatnil jako řečník a předkladatel reformních návrhů. V roce 1801 byl jmenován členem irské a britské Tajné rady, v letech 1801–1802 byl státním sekretářem pro Irsko. V letech 1802–1816 byl předsedou Dolní sněmovny a tento úřad zastával s nevšední obratností v dobách napoleonských válek, od roku 1806 byl poslancem za prestižní volební obvod oxfordské univerzity.
V roce 1817 s titulem barona Colchestera přešel do Sněmovny lordů, v poslaneckém mandátu za oxfordskou univerzitu jej nahradil pozdější premiér Robert Peel. Za zásluhy obdržel rentu ve výši 4 000 liber ročně, jeho potomci pak pobírali 3 000 liber ročně. V letech 1819–1822 cestoval po Evropě, z pozice člena Sněmovny lordů se pak ještě uplatnil jako odpůrce emancipace katolíků. Byl též členem Královské společnosti.

## Soukromý život
Jeho sídlem byl zámek Kidbrooke House (Sussex), který koupil v roce 1803 od rodiny Nevillů. Bývalý lovecký zámek obohatil o klasicistní kolonádu a věnoval se také úpravám parku. Potomci zámek prodali v roce 1874.
V roce 1796 se oženil s Elizabeth Gibbes (1760–1847) z rodiny zbohatlé podnikáním v koloniích. Dědicem titulu byl syn Charles Abbot, 2. baron Colchester (1798–1867), který v námořnictvu dosáhl hodnosti admirála a později zastával ministerské úřady ve vládě. Tiskem vydal otcův deník, korespondenci a parlamentní projevy.